# Бир, Стаффорд
Энтони Стаффорд Бир (англ. Anthony Stafford Beer; 25 сентября 1926 года, Лондон — 23 августа 2002 года, Торонто) — британский кибернетик, был теоретиком и практиком в области исследования операций и так называемой «второй волны» кибернетики.

## Биография
Энтони Стаффорд Бир начал изучать философию в Университетском колледже Лондона, но в 1944 году оставил учёбу в связи с поступлением на службу в армию. До 1947 года он проходил воинскую службу в Индии. В 1949 году был демобилизован в звании капитана.
Впервые он познакомился с исследованием операций в армии, где он быстро понял выгоды, которые оно может принести для бизнеса. Поступив на работу в металлургическую компанию United Steel и убедив управляющих основать группу исследования операций, он возглавил отдел исследования операций и кибернетики. В 1959 году он опубликовал свою первую книгу Cybernetics and Management (есть перевод на русский язык), построенную на идеях системного подхода к управлению организациями Норберта Винера, Уоррена МакКаллока и особенно Уильяма Эшби.
Приобретя уникальный практический опыт, в 1961 году он оставил работу в компании United Steel, чтобы начать свой бизнес консультанта в партнёрстве с Роджером Эддисоном в области исследования операций. Компанию назвали SIGMA (Science in General Management — «Наука в общем управлении»). Бир оставил её в 1966 году, перейдя на работу к клиенту SIGMA — International Publishing Corporation (IPC). Бир был директором разработок IPC и инициатором использования новых компьютерных технологий. Также в 1966 году он написал книгу Decision and Control. Он оставил IPC в 1970 году, чтобы работать как независимый консультант, что явилось результатом его все более возрастающего интереса к социальным системам.
Его крупнейший независимый проект так и не был полностью завершён, несмотря на полученные многочисленные положительные результаты. В 1971 году он был приглашён социалистическим правительством Чили для создания единой компьютеризированной системы управления экономикой в реальном времени Киберсин с помощью сети Кибернет (Cybernet). Также была начата разработка так называемого «Всенародного проекта», направленного на получение обратной связи от граждан на действия правительства с учетом закона о требуемом разнообразии. Правительство с помощью технологических достижений, например телевидения, «может сегодня обращаться ко всей массе народа, как если бы оно говорило с каждым гражданином отдельно», а средства общения народа с правительством ограничены. Для устранения этого противоречия предлагались новые средства коммуникации с правительством, а именно специальный прибор, любой обладатель которого мог устанавливать его показание перемещением стрелки по непрерывной шкале между полным удовлетворением и полной неудовлетворенностью. Проекты были прерваны после переворота Пиночета в 1973 году. Бир продолжал работать в Америке, консультируя правительства Мексики, Уругвая и Венесуэлы. Он также написал серию из четырёх книг, базирующуюся на его собственной Модели жизнеспособной системы (Viable System Model) для моделирования организаций: Platform for Change, Designing Freedom, Heart of Enterprise и Мозг фирмы.
В середине 1970-х годов Бир отказался от материальных ценностей и переехал в срединный Уэльс, где уединённо жил, интересуясь поэзией и искусством. Начиная с 1980 года он обосновался в своём другом доме в Торонто. Он продолжал работать в своей области и в 1994 году опубликовал книгу Beyond Dispute: The Invention of Team Syntegrity, посвящённый синергетике группы, формальной модели, построенной на идее многогранных систем для не иерархического решения проблем.
Он являлся приглашённым профессором (visiting professor) тридцати университетов и получил звание почётного доктора в Сандерлендском университете. Был президентом Мировой организации систем и кибернетики (World Organization of Systems and Cybernetics) и обладателем наград от Шведской королевской академии в области инженерных наук, Системного общества Великобритании, Американского общества кибернетики и Общества исследования операций Америки. В 1990-х годах опубликовал одну из своих последних книг о команде syntegrity: формальная модель, построенная на полиэдрической идее систем неиерархического решения проблем.
Бир был женат дважды, в 1947 году на Синтии Ханнавэй и в 1968 году на Салли Стедман. Имел пять сыновей и три дочери.

### Управление в кибернетике
Бир был первым, применившим кибернетику для управления, определив управление как «науку эффективной организации». На протяжении 1960-х годов Бир написал много работ и был влиятельным практиком в управления при помощи кибернетики. Именно в этот период он разработал модель жизнеспособной системы для диагностики неисправности в любой существующей организационной системе. В то время Форрестер открыл системную динамику, которая состоит в том, что поведение систем в целом может быть представлено и понято через моделирование динамических откликов процессов, происходящих в них.
Управление в кибернетике — это применение кибернетических законов для всех видов организаций и социальных институтов, созданных человеческими существами, и взаимодействующими в них и между ними. Это теория, основанная на законах природы. В ней рассматриваются вопросы, которые каждый индивид, который хочет влиять на организацию, должны научиться их в какой-то мере решать. Эта теория не ограничивается действиями топ-менеджеров. Каждый член такой организации и каждое лицо, которое в большей или меньшей степени общается или взаимодействует с другими, участвует в решении вопросов.

## Научные труды
- 1959, Cybernetics and Management, English Universities Press
  - Бир Ст. Кибернетика и управление производством./ Пер. с англ. В. Я. Алтаева. — М.: Наука, 1963. — 276с.
  - Кибернетика и менеджмент = Cybernetics and Management /Стаффорд Бир; пер. англ. В. Алтаев. — [М.]: КомКнига, 2011. — 280 с. ISBN 978-5-484-01272-5, 978-5-484-01083-7
- 1966, Decision and Control, Wiley, London
  - 1995, Decision and Control: The Meaning of Operational Research and Management Cybernetics. — London: Wiley, 1995. — 568 p. ISBN 0471948381
- 1972, Brain Of The Firm, Allen Lane, The Penguin Press, London, Herder and Herder, USA.
- 1974, Designing Freedom, CBC Learning Systems, Toronto, 1974; and John Wiley, London and New York, 1975. (1995 — ISBN 047195165X)
- 1975, Platform for Change, John Wiley, London and New York. Reprinted with corrections 1978. (1995 — ISBN 0471948403)
- 1977, Transit; Poems, CWRW Press, Wales. Limited Edition, Private Circulation.
- 1979, The Heart of Enterprise, John Wiley, London and New York. (1995 — ISBN 0471948373)
- 1981, Brain of the Firm; Second Edition (much extended), John Wiley, London and New York. Reprinted 1986, 1988.
  - Бир С. Мозг фирмы. — М.: Радио и связь, 1993. — 416 с. ISBN 5-256-00426-3
  - ... — М.: Либроком, 2009. - 416 с. ISBN 978-5-397-00156-4
- 1985, Diagnosing the System for Organizations; John Wiley, London and New York. Translated into Italian and Japanese. Reprinted 1988, 1990, 1991. (1995 — ISBN 0471951366)
- 1986, Pebbles to Computer: The Thread; (with Hans Blohm), Oxford University Press, Toronto.
- 1994, Beyond Dispute: The Invention of Team Syntegrity; John Wiley, Chichester. — 380 p. ISBN 0471944513